# Хорхе Ріверо
Хорхе Ріверо (ісп. Jorge Rivero, також Джордж Ріверо, при народженні Хорхе Поус Росас, ісп. Jorge Pous Rosas; нар. 15 червня 1938, Мехіко) — мексиканський актор.

## Життєпис
Народився 15 червня 1938 року в Мехіко. 1960 року отримав диплом інженера-хіміка, але головним його захопленням був бодібілдинг. Його акторська кар'єра розпочалася 1964 року з невеликої ролі чоловіка у золотій масці в фільмі «Вбивця-невидимка» режисера Рене Кардона. 1966 року виконав головну роль в його ж фільмі «Мексиканець», — стрічка мала успіх і наступного року було відзнято продовження — «Повернення Мексиканця». Також успішними були фільми «Операція '67» (1967) та «Скарби Монтесуми» (1968), де він зіграв разом з Санто. 1969 року зіграв Адама у фільмі «Гріх Адама і Єви», після чого отримав запрошення до Голлівуду. Наступного року виконав головні ролі у фільмах «Солдат у синьому мундирі» з Кендіс Берген і Дональдом Плезенсом та «Ріо Лобо» з Джоном Вейном. 1976 року знявся у фільмі «Останні круті чоловіки» з Чарлтоном Гестоном та Джеймсом Коберном. 1979 року виконав роль Данте Валлоне у стрічці «День вбивці» з Гленном Фордом.
На початку 1980-х років почав зніматися також у європейському кіно. 1981 року зіграв разом з Ієном Маккелленом і Авою Гарднер в фільмі «Жрець кохання», заснованому на біографії Девіда Г. Лоуренса. 1982 року знявся в іспанській стрічці «Загравання зі смертю» за участю Джорджа Пеппарда, Мод Адамс та Макса фон Сюдов. Успішною стала його роль Маке у фентезійому фільмі «Завоювання» (1983) режисера Лучо Фульчі.
1996 року виконав головну роль у фільмі жахів «Перевертень» за участю Річарда Лінча. Знімався також у мексиканських теленовелах — «Габріель і Габріела» (1982) з Аною Мартін, «Балада про кохання» (1989—1990) з Даніелою Ромо, «Вовчиця» (1997—1998) з Крістіан Бах, та інших. 2001 року з'явився у телефільмі «Перлина» за оповіданням Джона Стейнбека. 2014 року виконав одну з другорядних ролей у фільмі «Злочин кіномеханіка Гумаро». Загалом фільмографія актора налічує понад 120 робіт в кіно та на телебаченні.

## Особисте життя
У 21-річному віці одружився з німкенею Ірен Гаммер. В подружжя народились двоє синів — Джорді і Роберто. Після розлучення актор мав різні стосунки, найвідоміші з яких з колумбійською акторкою Ампаро Грізалес. У пенсійному віці актор багато років поспіль перебуває у фактичному шлюбі з американкою Бетті Мартін з Лос-Анджелесу.

## Вибрана фільмографія
| Рік       |    | Українська назва           | Оригінальна назва           | Роль                     |
| --------- | -- | -------------------------- | --------------------------- | ------------------------ |
| 1965      | ф  | Вбивця-невидимка           | El asesino invisible        | Чоловік у золотій масці  |
| 1966      | ф  | Мексиканець                | El Mexicano                 | Карлос                   |
| 1967      | ф  | Педро Парамо               | Pedro Páramo                | Мігель Парамо            |
| 1967      | ф  | Повернення Мексиканця      | La vuelta del Mexicano      | Хасінто Олівера / Карлос |
| 1967      | ф  | Операція '67               | Operacíon '67               | Хорхе Рубіо              |
| 1968      | ф  | Скарби Монтесуми           | El tesoro de Montezuma      | Хорхе Рубіо              |
| 1969      | ф  | Гріх Адама і Єви           | El pecado de Adán y Eva     | Адам                     |
| 1970      | ф  | Солдат у синьому мундирі   | Soldier Blue                | Плямистий вовк           |
| 1970      | ф  | Ріо Лобо                   | Rio Lobo                    | капітан П'єр Кардона     |
| 1971      | ф  | Спекотне літо              | Verano ardiente             | Маріо                    |
| 1971      | ф  | Два брата                  | Los dos hermanos            | Хосе Мануель Самора      |
| 1971      | ф  | Ісус, син божий            | Jesus el niño Dios          | Клаудіо                  |
| 1974      | ф  | Погане око                 | Mal de ojo                  | Пітер Крейн              |
| 1975      | ф  | Нічні красуні              | Bellas de noche             | Герман Торрес            |
| 1975      | ф  | Крик черепахи              | El llanto de la tortuga     | Карлос                   |
| 1976      | ф  | Останні круті чоловіки     | The Last Hard Men           | Сесар Менендес           |
| 1976      | с  | Коломбо: Справа честі      | Colombo: A Matter of Honor  | Карлос                   |
| 1979      | ф  | День вбивці                | Day of the Assassin         | Данте Валлоне            |
| 1979      | ф  | Втеча з пекла              | Manaos                      | Говард                   |
| 1981      | ф  | Жрець кохання              | Priest of Love              | Тоні Лухан               |
| 1982      | ф  | Загравання зі смертю       | Jugando con la muerte       | Давид                    |
| 1982      | с  | Габріель і Габріела        | Gabriel y Gabriela          | Карлос Ітурбіде          |
| 1983      | ф  | Завоювання                 | Conquest                    | Маке                     |
| 1984      | ф  | Вбивча машина              | Goma-2                      | Чема                     |
| 1988      | ф  | Протидія                   | Escuadrón                   | Гарріс                   |
| 1989      | ф  | Кулачний боєць             | Fist Fighters               | Сі Джей Буревісник       |
| 1989—1990 | с  | Балада про кохання         | Balada por un amor          | Мануель Сантамарія       |
| 1994      | ф  | Бій до смерті              | Death Match                 | Вінні Фрателло           |
| 1996      | ф  | Перевертень                | Werewolf                    | Юрій                     |
| 1997—1998 | с  | Вовчиця                    | La chacala                  | Хав'єр Альмада           |
| 2001      | тф | Перлина                    | The Pearl                   | Костес                   |
| 2014      | ф  | Злочин кіномеханіка Гумаро | El crimen del Cácaro Gumaro | Хорхе                    |